# Maria Cristina de Rouvroy
Maria Cristina de Rouvroy, contessa di Valentinois (Parigi, 7 maggio 1728 – Parigi, 15 luglio 1774), è stata una nobile francese.

## Biografia

### Infanzia

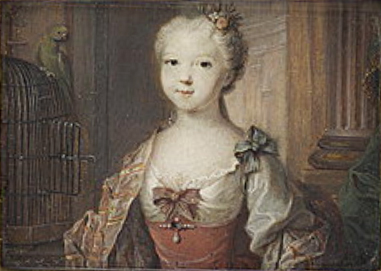
Maria Cristina ritratta in tenera età

Figlia di Jacques Louis de Rouvroy (1698 - 1746), duca di Ruffec, e di Catherine Charlotte Thérèse de Gramont (1707 - 1755), Maria Cristina era nipote del duca Louis de Rouvroy de Saint-Simon.

### Matrimonio

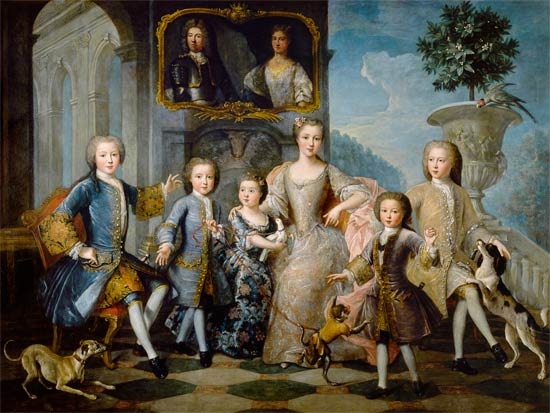
Carlo Maurizio Grimaldi con i genitori e la famiglia principessa di Monaco

Il 10 novembre 1749, sposò Carlo Maurizio Grimaldi di Monaco, conte di Valentinois e figlio della principessa Luisa Ippolita di Monaco.

### Morte
La Contessa morì il 15 luglio 1774 a Parigi.

## Titoli e trattamento
- 7 maggio 1728 - 10 dicembre 1749: Mademoiselle de Ruffec
- 10 dicembre 1749 - 1766: Sua Eccellenza, la Contessa di Valentinois